# Seule, la vie...

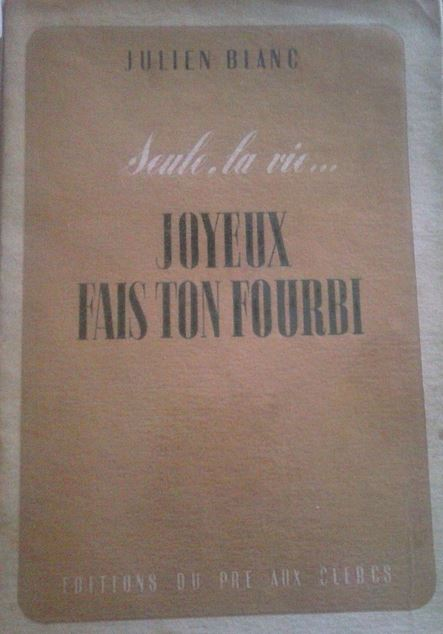
Joyeux fais ton fourbi, 1947

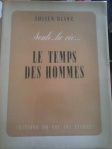
Le Temps des hommes, 1948

Seule, la vie... est un roman de l'écrivain français Julien Blanc en trois tomes publiés de 1943 à 1948. L'auteur y raconte sa vie : enfant durant la Première Guerre mondiale, orphelin à la fin de la Grande Guerre, adolescent puis adulte dans l'entre-deux-guerres, sa destinée est celle d'un laissé pour compte qui tente de survivre.

## Synopsis
La trilogie suit la vie du narrateur (dont on peut supposer qu'il s'agit de Julien Blanc) de sa naissance à Paris à son enrôlement dans les Bat' d'Af' au Maroc et en Tunisie et dans la guerre d'Espagne en Catalogne, en passant par les différents périples de son enfance à errer d'une prison à l'autre. Avec un souci de ne rien exagérer, avec une « honnêteté qui s'exprime dans un style que la cruauté du détail n'entraîne jamais vers le pathos ou l'enflure », Julien Blanc dépeint un monde de l'entre-deux-guerres, laboratoire de la Seconde Guerre mondiale, où le héros n'a de cesse d'être emporté par la machine implacable de la société.
Pour épigraphe, le roman comporte une phrase de Jean Guéhenno :
« J'ai conscience d'appartenir à une espèce commune de l'humanité et cela m'aide à croire qu'en parlant de moi, je parlerai des autres. »

### Confusion des peines

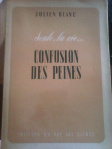
Confusion des peines, 1946

Confusion des peines relate les premiers moments de la vie du narrateur, qui, malgré son innocence et sa sincérité, ne parvient qu'à tomber de maux en prisons : après le décès d'une mère qu'il aime éperdument (et même unilatéralement, jusqu'à ses six ans, elle constitue l'intégralité de son monde), le narrateur est ballotté d'orphelinats, en maisons de correction et en patronages desquels il se fait renvoyer systématiquement pour mauvaise conduite ou perversité ; accusations auxquelles, impubère jusqu'à douze ans, il ne comprend rien. Le ballottement des premiers âges laisse le pas à un apprentissage des us du monde, que l'honnêteté foncière du narrateur l'empêche toujours d'emprunter à fond, malgré son désir patent de se venger des injustices qui l'accablent. Il finit par s'engager dans l'armée, mais ce n'est que pour à nouveau finir en prison pour désertion. Au fur et à mesure du roman, le narrateur semble vivre sa vie avec un détachement et une indolence accrue : ce qu'il appelle lui-même « les multiples cachots de [son] existence » ont asséché ses espoirs et ses envies de vivre. Au cours de ses périples carcéraux, où en effet, les peines (i. e. les condamnations, mais aussi les douleurs) se confondent, il aura tout perdu (sa mère, son ami Jean), tout trahi, sans jamais rien à voir.
Le roman s'étend de 1908 (naissance du narrateur) au 6 février 1931. La linéarité du temps diégétique accentue l'effet de circularité, de redondance et d'enfermement de la vie carcérale de l'orphelin, bringuebalé contre son gré par le peu de soin que les autres lui portent dès son enfance. Pour finir, le narrateur entend les paroles d'une chanson qui annonce le prochain volet de Seule, la vie... :
Joyeux, fais ton fourbi // Pas vu pas pris // Mais vu rousti...

## Éditions
Mort en 1951, Julien Blanc n'a pu finir ce qui reste, à sa mort, une trilogie (annoncée lors de la parution des deux premiers romans comme une pentalogie, puis du troisième comme une tétralogie) intitulée Seule, la vie.... Originellement, elle devait comporter cinq volumes :
1. Confusion des peines
2. Joyeux fais ton fourbi
3. L'entrée du monstre
4. No pasaran !
5. Le Temps des hommes

À la parution du troisième tome, Le Temps des hommes, ceux-ci s'étaient réduits à quatre :
1. Confusion des peines
2. Joyeux fais ton fourbi
3. Le Temps des hommes
4. Le Suicide

Finalement, elle n'en comporte que trois :
1. Confusion des peines
2. Joyeux, fais ton fourbi
3. Le Temps des hommes